# Jill Sprecher
Pour les articles homonymes, voir Sprecher.
Jill Sprecher  est une scénariste et réalisatrice américaine.

## Filmographie partielle
- 1997 : Clockwatchers
- 2001 : Thirteen Conversations About One Thing
- 2011 : Thin Ice